# Marty Feldman
Martin Alan Feldman (London, 1934. július 8. – Mexikóváros, 1982. december 2.) angol író, komikus, színész. 
Legnagyobb ismertetőjele egy pajzsmirigybetegség által okozott dülledt szemei voltak. Komikus megjelenésével, akrobatikus ügyességével és nem kevésbé komikus írói vénájával a legnépszerűbbek közé tartozott.

## Élete és pályafutása
Kijevből emigrált zsidó szülők gyerekeként született Londonban. Az iskola elvégzése után több foglalkozást kipróbált, 20 éves korában döntötte el, hogy humorista szeretne lenni.
1954-től írótársként csatlakozott televíziós és rádiós szituációs komédiákhoz, de kisebb szerepekben is feltűnt. Az 1960-as évek közepére, írói munkájával sikereket könyvelhetett el, de előadóként kevésbé volt sikeres. A Frost-jelentés (Frost Report) című sorozatba már egyénileg írt, olyan nevek mellett, illetve olyan előadóknak, mint: John Cleese, Ronnie Barker és Ronnie Corbett. A híres osztály jelenetet is ők adták elő, illetve maga a jelenet nagyrészt Marty Feldman tollából született, mely a brit társadalmi osztályrendszert figurázza ki, manapság is az egyik legnépszerűbb és legtöbbet játszott jelenet a brit televíziókban. Cleese magasságával a többiekhez képest a felső osztályt, Barker átlagos magasságával a középosztályt, és Corbett az alacsony termetével a munkásosztályt reprezentálja. A jelenetet egyébként 2000-ben Two Ronnies és Stephen Fry (Fry, Cleese helyére ugrott be), átírva a kornak megfelelően, ismét bemutatták.
A Végre itt az 1948-as show-ba Graham Chapman, Tim Brooke-Taylor és John Cleese kedvéért, melyet 1967-ben és 1968-ban sugárzott a televízió, visszatért szereplőként. Szintén társszerzője volt a híres Négy Yorkshire-i férfi jelenetnek a sorozatba. Ez a jelenet is népszerű lett Anglia szerte. Később a jelenetet Amnesty International koncerten is előadták Rowan Atkinsonnal, illetve a Monty Python csoport is műsorára tűzte.
1968 és 1974 között többször is jelentkezett önálló show-műsorral. 1975-től mozifilmekben játszott. Az Amerikai Egyesült Államokban próbálkozott.
Mel Brooks filmjében Az ifjú Frankensteinben Gene Wilder volt a partnere. A film hatalmas sikert aratott, akárcsak a Bombasiker című film, viszont az Istenben bízunk, avagy vallást akarunk és a Zűrzafír, avagy hajsza a kék tapírért, melyeket ő is rendezett, rossz kritikákat kapott. Nem sikerült akkora sikereket aratnia, mint Angliában.

## Magánélete
1959-ben feleségül vette Lauretta Sullivant (1935–2010).
Megrögzött láncdohányos volt. A Sárgaszakáll című film forgatásán hunyt el ételmérgezés által okozott szívrohamban.

## Díjai
- BAFTA-díj (Író: 1968), (Könnyű szórakoztatás: 1968)

## Filmográfia
- Sárgaszakáll (1982)
- Börleszk (1982)
- Istenben bízunk, avagy vallást akarunk (1980)
- Zűrzafír, avagy hajsza a kék tapírért (1977)
- Bombasiker (1976)
- Sherlock Holmes okosabb bátyjának kalandjai (1975)
- Az ifjú Frankenstein (1974)
- Marty Back Together Again (tv-sorozat) (1974)
- The Marty Feldman Show (tv-sorozat) (1972)
- The Marty Feldman Comedy Machine (tv-sorozat) (1971-1972)
- Marty (tv-sorozat) (1968-1969)
- Végre itt az 1948-as Show (tv-sorozat) (1967)

## Forgatókönyvei, írásai
- Istenben bízunk, avagy vallást akarunk (1980)
- Zűrzafír, avagy hajsza a kék tapírért (1977)
- Marty Back Together Again  (tv-sorozat) (1974)
- Two Ronnies / Két Ronnie (tv-sorozat) (1973)
- The Marty Feldman Comedy Machine (tv-sorozat) (1971-1972)
- The Marty Feldman Show (tv-sorozat) (1972)
- Marty (tv-sorozat) (1968-1969)
- Hogyan bosszantsuk az embereket (1969)
- Végre itt az 1948-as Show (tv-sorozat) (1967)
- The Frost Report / Frost-jelentés (tv-sorozat) (1966)